# Esaltazione della Croce
L'Esaltazione della Croce è un affresco (390x747 cm) di Piero della Francesca e aiuti, facente parte delle Storie della Vera Croce nella cappella maggiore della basilica di San Francesco ad Arezzo, databile agli anni 1458-1466. Si tratta della scena conclusiva del ciclo, dipinta nella lunetta superiore sinistra, sul lato opposto della lunetta della Morte di Adamo da cui il ciclo comincia. 

## Descrizione e stile
La scena che chiude le Storie mostra la finale esaltazione delle Croce, cioè il suo rientro a Gerusalemme dove può essere issata di nuovo per la devozione. L'imperatore Eraclio I (la sua figura è perduta) dopo aver ripreso la Croce a Cosroè (scena precedente) si appresta a riportarla in città, ma un angelo lo interrompe sulla via e ferma la sua parata trionfale: il vescovo Zaccaria lo esorta allora a un atteggiamento d'umiltà, infatti solo entrando scalzo, come Cristo sul Golgota, l'imperatore può riportare la Croce a Gerusalemme.
L'affresco mostra quindi la parata del rientro della Croce, mentre dalla città un gruppo di fedeli si fa incontro e si inginocchia in adorazione. Questo episodio era ricordato dalla cerimonia religiosa dell'Esaltazione. Dietro l'imperatore si trovano una serie di dignitari con vesti e mantelli all'antica e con vistosi cappelli che erano in uso nella corte bizantina e che vennero visti da Piero e da altri artisti durante il concilio di Ferrara-Firenze (1438-1439). Il secondo dopo Eraclio, con la mitria di profilo, è il vescovo Zaccaria. 

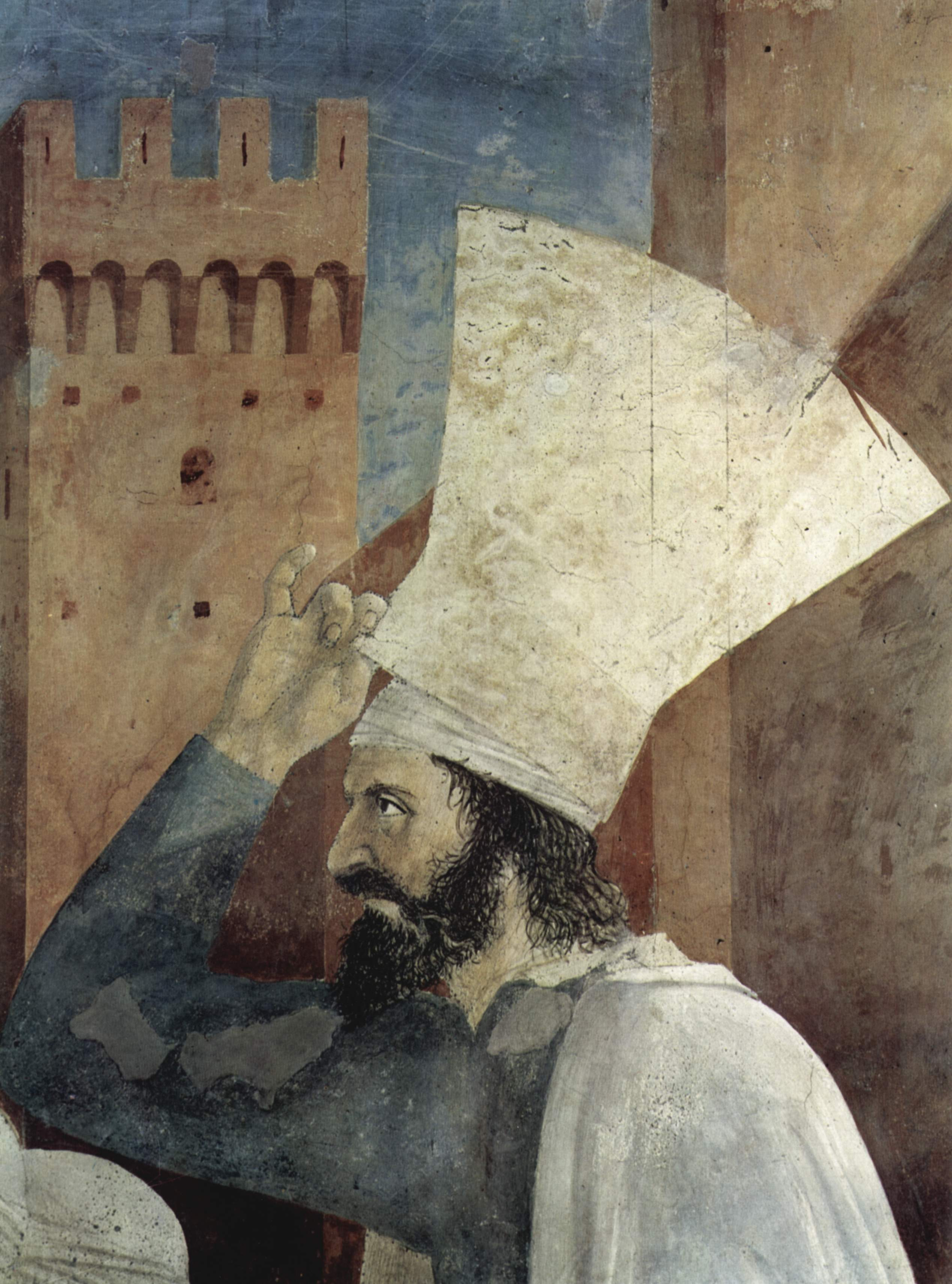
Dettaglio

La parte destra, all'ombra delle imponenti mura della città dove si levano due torri fortificate, ha il carattere di un'istantanea, infatti non tutti i personaggi sono arrivati: alcuni sono già inginocchiati, con la testa fasciata come si usava portare sotto il copricapo, uno sta per inginocchiarsi togliendosi il vistoso cappello alla bizantina (un motivo essenzialmente geometrico), mentre un altro sta accorrendo (la sua fisionomia di anziano col naso schiacciato è frequente in Piero e si trova in altre scene degli affreschi, come l'Annunciazione e la Battaglia di Eraclio e Cosroè). L'allineamento degli oranti o dei partecipanti alla processione convoglia l'attenzione dello spettatore sui singoli volti, che sono ritratti con varie inclinazioni in ossequio al principio della Varietas. Ad esempio tra le figure inginocchiate una barbuta è vista dal basso con la testa inclinata a sinistra, secondo uno schema che Piero studiò nel trattato De prospectiva pingendi. 
Gli alberi sul fondale riempiono la parte verticale della lunetta e si ricollegano all'altra lunetta con la Morte di Adamo, ambientato in uno scenario simile all'aperto. Le nuvole sfumate a cuscinetto sono una caratteristica tipica dell'arte di Piero della Francesca. Un tramonto, tenuemente sfumato all'orizzonte, chiude il ciclo sullo sfondo.